# Эвессен
Эвессен (нем. Evessen) — община в Германии, в земле Нижняя Саксония.
Входит в состав района Вольфенбюттель. Подчиняется управлению Зикте. Население составляет 1326 человек (на 31 декабря 2010 года). Занимает площадь 17,55 км².

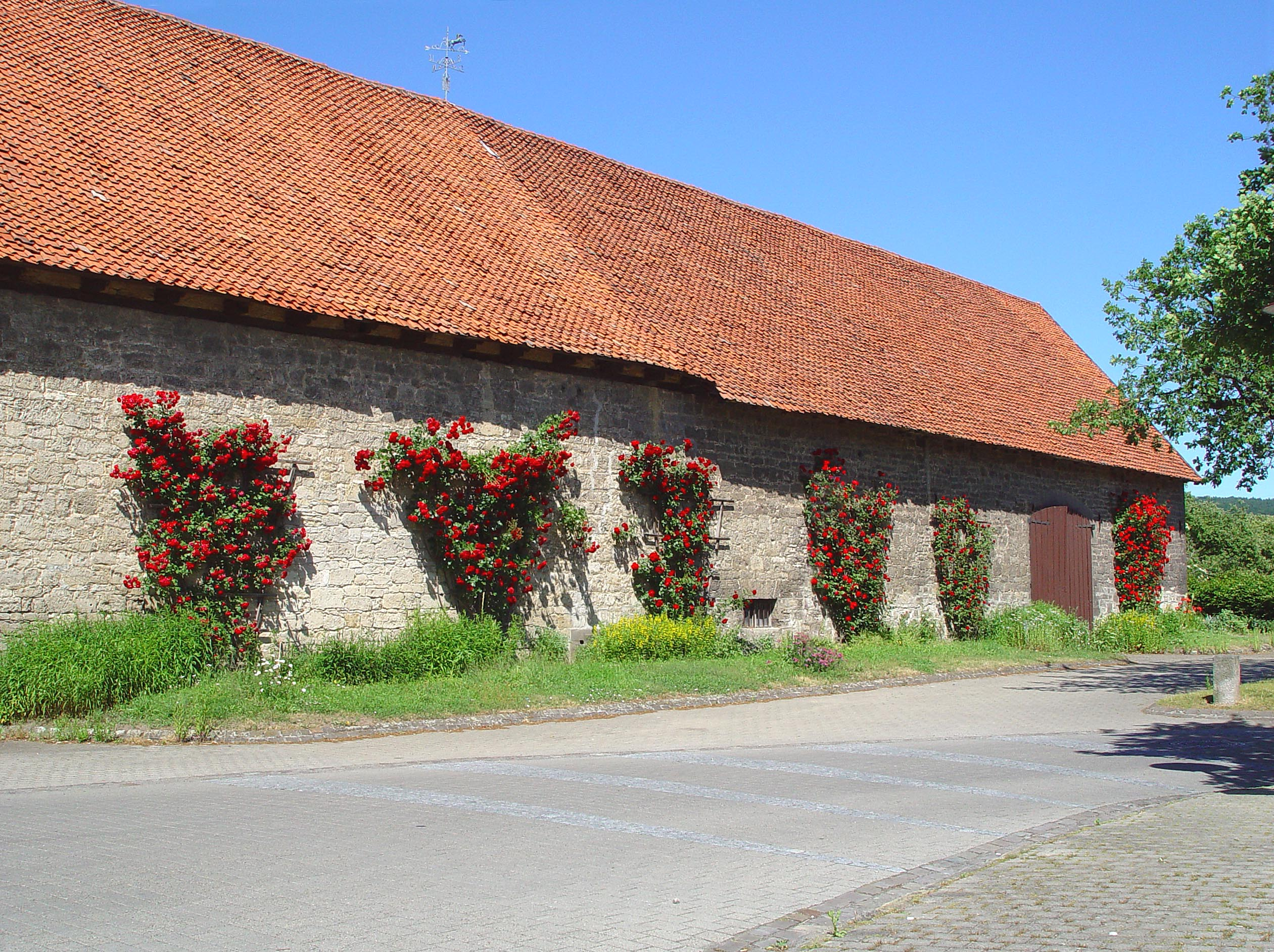
Эфессен

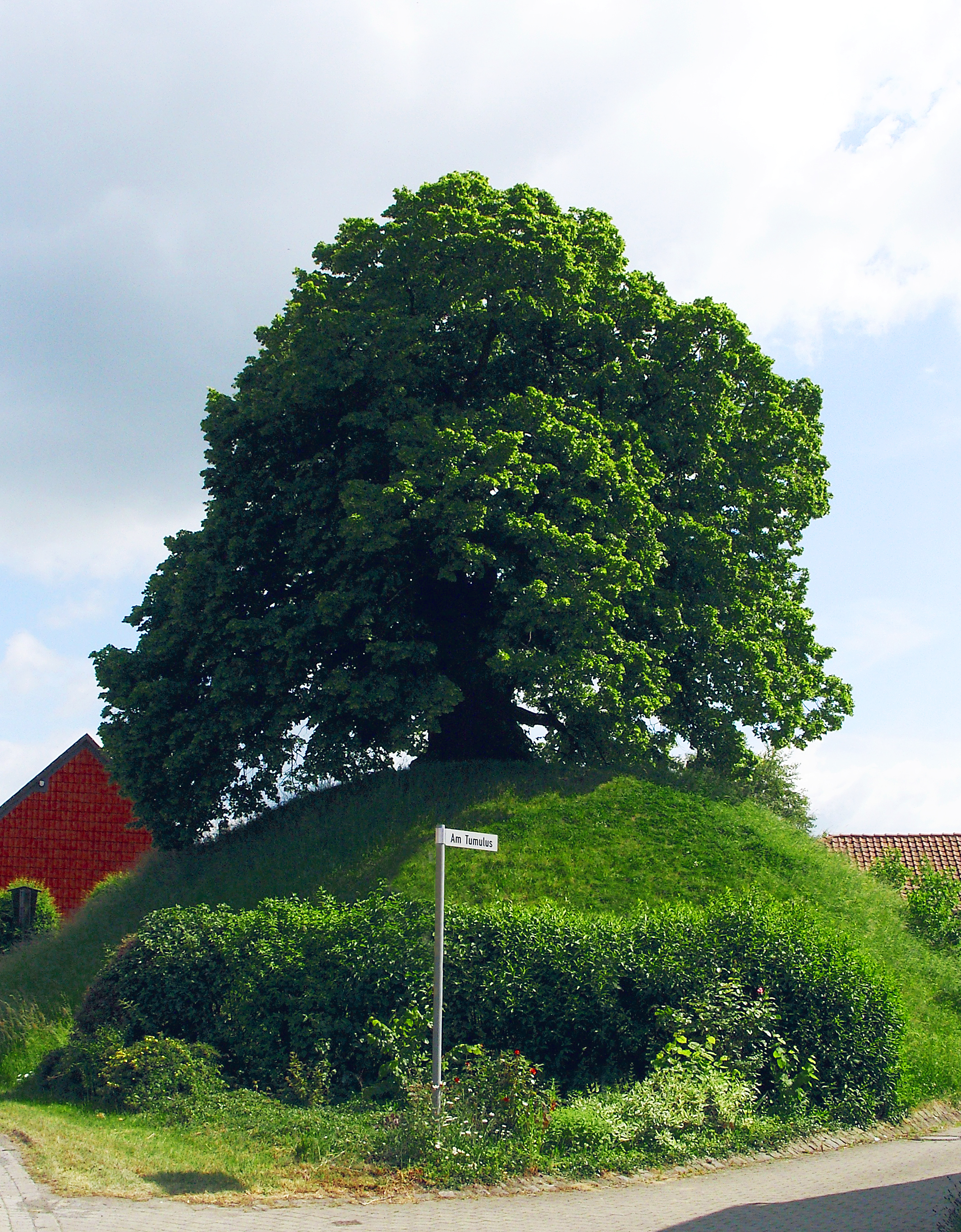
Эфессен

| Год  | Население |
| ---- | --------- |
| 1990 | 1130      |
| 1995 | 1270      |
| 2000 | 1389      |
| 2005 | 1380      |
| 2010 | 1323      |